# Expo Cristã

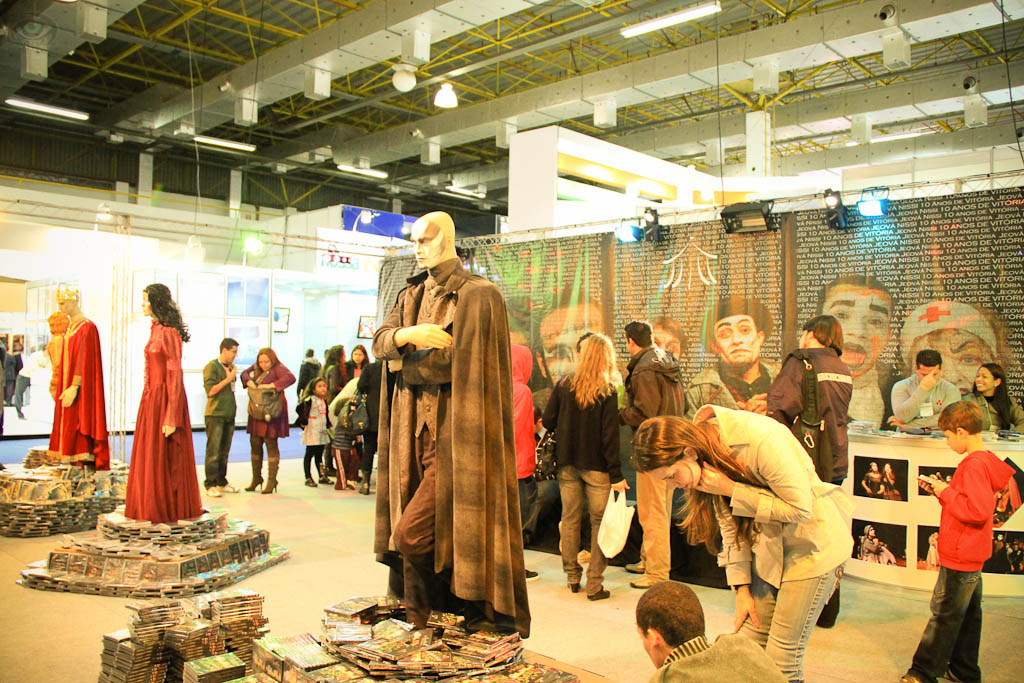
Uma exposição durante o evento em 2010.

A Expo Cristã é o maior evento de venda e distribuição de artefatos e produtos cristãos na América Latina. É realizado em São Paulo anualmente em todo o mês de setembro desde 2001 e recebe pessoas de vários países e continentes no mundo.
A feira realiza venda de bíblias, livros, roupas, álbuns, filmes, além de shows. A Expo Cristã se tornou conhecida no mercado de música cristã por ser escolhida no passado, por muitas gravadoras e artistas, como o evento em que discos eram oficialmente lançados. Ainda hoje, o evento reúne músicos e artistas em stands. A edição de 2011 do evento, por exemplo, reuniu mais de 165 mil pessoas e cerca de 315 expositores.
O evento, originalmente idealizado pelo empresário Eduardo Berzin Filho, passou por crises desde que seu idealizador sofreu um mal súbito em 2013 e morreu em 2016. Depois disso, a marca Expo Cristã foi comprada pela Rede do Bem Group, da empresária Adriana Barros, e retornou em 2017 no Expo Center Norte.